# Caiçara EC
Caiçara EC is een Braziliaanse voetbalclub uit Campo Maior in de staat Piauí. Stadsrivaal van de club is Comercial.

## Geschiedenis
De club werd opgericht in 1954. De club was er bij in 1963 toen de profcompetitie van het Campeonato Piauiense ingevoerd werd. Na 1965 keerde de club eenmalig terug in 1970 en daarna werd het een vaste waarde vanaf 1981. Sindsdien speelt de club, op enkele onderbrekingen na in de hoogste klasse. De club werd al drie keer vicekampioen, maar kon nog geen staatstitel winnen. In 2016 degradeerde de club.